# وزارت سیاست‌های راهبردی اسرائیل
وزارت سیاست‌های راهبردی (به عبری: המשרד לנושאים אסטרטגיים) یکی از وزارت‌خانه‌های کلیدی و مسئول تدوین و پیگیری سیاست‌گذاری‌های استراتژیک در حوزه امنیت ملی اسرائیل است.
هم‌اکنون وزیر سیاست‌های راهبردی اسرائیل، موشه یعلون، ژنرال نیروهای دخیره و عضو ۱۸امین کنست از حزب لیکود است.

## فهرست وزیران
| وزیر           | حزب             | دولت | دوران وزارت                     |
| -------------- | --------------- | ---- | ------------------------------- |
| آویگدور لیبرمن | خانه ما اسرائیل | ۳۱ام | ۳۰ نوامبر ۲۰۰۶ - ۱۸ ژانویه ۲۰۰۸ |
| ایهود اولمرت   | کادیما          | ۳۱ام | ۱۸ ژانویه ۲۰۰۸ - ۱۳ آوریل ۲۰۰۸  |
| موشه یعلون     | لیکود           | ۳۲ام | ۳۱ مارس ۲۰۰۹-اکنون              |